# Nathalie Cardone
Pour les articles homonymes, voir Cardone.
Nathalie Cardone est une actrice et chanteuse française, née le 29 mars 1967 à Pau (Pyrénées-Atlantiques).
Après quelques rôles au cinéma, elle connaît un grand succès en 1997 avec sa reprise de la chanson Hasta Siempre, réarrangée par Laurent Boutonnat.

## Biographie

### Origines
Nathalie Cardone est née à Pau d'un père sicilien et d'une mère espagnole[réf. souhaitée].
Elle est scolarisée au lycée Louis-Barthou de la ville.

### Débuts cinématographiques
Nathalie Cardone apparaît pour la première fois sur les écrans français en 1988 dans le film Drôle d'endroit pour une rencontre aux côtés de Gérard Depardieu et de Catherine Deneuve. Ce premier essai lui vaudra une nomination pour le César du meilleur espoir féminin en 1989.
Après un petit rôle dans La Petite Voleuse (1988), elle partage l'affiche avec Smaïn dans J'aurais jamais dû croiser son regard (1989) et avec Florent Pagny dans La Fille des collines (1990).
Elle enchaîne plusieurs rôles au cinéma et à la télévision, notamment dans L'Enfer (1994) de Claude Chabrol, avec François Cluzet et Emmanuelle Béart, et Le Sourire (1994) de Claude Miller.

### Carrière musicale
En 1997, elle rencontre Laurent Boutonnat, le compositeur de Mylène Farmer. Ce dernier cherche une interprète hispanophone pour reprendre Hasta siempre, la chanson de Carlos Puebla en hommage au révolutionnaire argentin Che Guevara. Cette reprise connaît un grand succès, se classant no 2 au Top 50 et recevant un disque de platine pour plus de 500 000 ventes.
Forte de ce succès, elle compose elle-même son deuxième titre, Populaire, dans un style rock très différent du premier, qui ne rencontre pas le succès escompté.
En 1999 sort un troisième titre, …Mon ange, une ballade composée par la chanteuse, qui atteint la huitième place du Top 50 et lui vaut un disque d'argent. Son premier album sort dans la foulée, suivi par le single Baïla si.
Elle participe ensuite à des singles collectifs (Que serai-je demain ? pour Les Voix de l'espoir et Combat Combo pour Le cœur des femmes) et fait quelques concerts.
Après plusieurs années d'absence, elle revient en 2008 avec le single Yo soy rebelde, une reprise de la chanteuse Jeanette qui se classe à la 24e place du Top 50.
Un nouvel album, Servir le beau, sort le 3 novembre 2008, composé de titres aux influences musicales variées (pop, rock, tango, ballade...), porté par les titres Ma sœur, Le temps des fleurs et Si se calla el cantor.
En juillet 2021, la presse annonce qu'elle interprète la chanson Compañeros, fruit d'une collaboration avec son fils Jim Bauer.

### Vie privée
Nathalie Cardone a été la compagne du chanteur Axel Bauer, avec qui elle a un fils, Jim, né le 21 juin 1991. Devenu chanteur, celui-ci a terminé deuxième de la saison 10 de The Voice en 2021,.

## Discographie

### Albums studio
- 1999 : Nathalie Cardone (# 30 France, # 26 Belgique)
- 2008 : Servir le beau

### Singles
| Année | Single                                                                  | Classement des ventes | Classement des ventes | Classement des ventes | Album              |
| Année | Single                                                                  | France                | Belgique              | Pays-Bas              | Album              |
| ----- | ----------------------------------------------------------------------- | --------------------- | --------------------- | --------------------- | ------------------ |
| 1997  | Hasta siempre                                                           | 2                     | 1                     | 99                    | Nathalie Cardone   |
| 1998  | Populaire                                                               | 88                    | —                     | —                     | Nathalie Cardone   |
| 1999  | ... Mon ange                                                            | 8                     | 2                     | —                     | Nathalie Cardone   |
| 1999  | Baila si                                                                | —                     | —                     | —                     | Nathalie Cardone   |
| 1999  | Les hommes de ma vie (promo)                                            | —                     | —                     | —                     | Nathalie Cardone   |
| 2001  | Que serai-je demain ? (participation au collectif Les voix de l'espoir) | 92                    | —                     | —                     | —                  |
| 2003  | Combat Combo (participation au collectif Le cœur des femmes)            | 22                    | —                     | —                     | Le cœur des femmes |
| 2008  | Yo soy rebelde / Hasta siempre                                          | 24                    | —                     | —                     | Servir le beau     |
| 2008  | Ma sœur (sera jamais ma rivale)                                         | 57                    | —                     | —                     | Servir le beau     |
| 2009  | Le temps des fleurs                                                     | 44                    | —                     | —                     | Servir le beau     |
| 2009  | Si se calla el cantor                                                   | 43                    | —                     | —                     | Servir le beau     |
| 2021  | Compañeros                                                              | —                     | —                     | —                     | —                  |

## Participations
- 2002 : Djimen (Sally Nyolo featuring Nathalie Cardone et Jean-Jacques Milteau)
- 2004 : Libération (Zoxea Feat. Nathalie Cardone)

## Filmographie
- 1988 : Drôle d'endroit pour une rencontre de François Dupeyron : Sylvie
- 1988 : La Petite voleuse de Claude Miller : Mauricette
- 1989 : J'aurais jamais dû croiser son regard de Jean-Marc Longval : Zoé
- 1990 : La Fille des collines de Robin Davis : Angelina
- 1992 : Quidam de Sophie Deflandre (court-métrage) :
- 1993 : Les Aventures du jeune Indiana Jones, saison 2, épisode 16 réalisé par René Manzor et Carl Schultz : Fernande Olivier
- 1994 : L'Enfer de Claude Chabrol : Marylin
- 1994 : Le Sourire de Claude Miller : Brigitte
- 1995 : El Techo del mundo de Felipe Vega : Thérèse
- 1996 : L'Avocate, épisode 2 Linge sale en famille réalisé par Philippe Lefebvre (série tv) : Fanny
- 1996 : Regarde-moi de Gabrielle Lazure (court métrage) : la femme
- 1996 : Le Coup de pied de l'âne de Jean-Albert Héroin (court métrage) : la rockeuse
- 1996 : Estelle, Ilda et Solange de Florence Bandrier (court-métrage) :
- 1997 : La Colère d'une mère de Jacques Malaterre (téléfilm) : Sandrine Dupin